# Affaire Dauphiné News
L'affaire Dauphiné News est une affaire politico-financière française ayant impliqué l'élu Alain Carignon, alors qu'il était maire de Grenoble.

## Description
Le 7 février 1994, le juge Philippe Courroye ouvre une information contre X pour abus de biens sociaux et recel,.
L'affaire en question concerne  les journaux News et Dauphiné News de Grenoble, journaux de facture luxueuse lancés quelques semaines avant les élections municipales de 1989 et qui font campagne pour le conseil municipal en place.
En mars 1989, Alain Carignon est réélu maire de Grenoble et les journaux disparaissent, laissant un passif de 10 millions de francs.
La Lyonnaise des eaux, dont une des filiales vient de remporter la gestion des eaux de Grenoble nouvellement privatisée par Alain Carignon, entre alors dans le capital de l'entreprise de presse, et bien que celle-ci n'ait plus d'activité, elle en éponge les dettes.

## Condamnation
Après avoir pris connaissance de sa prochaine mise en examen, le 17 juillet 1994, Alain Carignon annonce sa démission de son poste de ministre de la Communication du gouvernement.
Il est condamné le 9 juillet 1996 par un arrêt définitif de la chambre correctionnelle de la cour d'appel de Lyon à cinq ans de prison (dont 1 an avec sursis), 5 ans d'inéligibilité, et 400 000 francs d'amende pour corruption, abus de biens sociaux (pour avoir détourné à son usage personnel 19 073 150 francs, soit 2 907 683 euros), et subornation de témoins.
La commission d´application des peines de la maison d´arrêt de Villefranche-sur-Saône où il purge sa peine rend un avis positif sur sa demande de libération conditionnelle. Il est libéré en mai 1998.

## Conséquences
Le 14 octobre 2018, et dans un contexte où Alain Carignon prépare une candidature aux prochaines élections municipales de Grenoble, son adversaire historique Raymond Avrillier annonce la mise en ligne, en accès libre, de son ouvrage Le système Carignon.
Le système Carignon dévoile le détournement de plus de 19 millions de francs (près de 3 millions d'euros) à l'usage personnel d'Alain Carignon ou ses proches alors qu'il était Maire, Député ou Ministre. Par exemple, 122 vols (soit près de deux millions de francs) à bord des avions de la compagnie Grenobloise Sinair, ont été emprunté entre le 1er décembre 1984 et le 18 mars 1993 par Alain Corignon et/ou ses proches vers Paris ou des destinations touristiques comme la Corse, Barcelone ou Palma de Majorque, tous facturés au Groupe Merlin de Marc-Michel Merlin de la Lyonnaise des Eaux en autre qui avait remporté la gestion des eaux de la ville de Grenoble,,,,,,,,.